# Valbonaša
Valbonaša je vesnice v Chorvatsku v Istrijské župě, spadající pod opčinu Medulin.

## Obyvatelstvo
Podle údajů ze sčítání lidu z roku 2001 žilo ve vesnici 53 obyvatel a nacházelo se zde 19 rodinných domácností.